# لیاول سفلی
لیاول سفلی روستایی از توابع بخش خورگام شهرستان رودبار در استان گیلان ایران است.

## جمعیت
این روستا در دهستان دلفک قرار دارد و براساس سرشماری مرکز آمار ایران در سال ۱۳۸۵، جمعیت آن ۶۶ نفر (۲۰خانوار) بوده‌است.

## زبان
اهالی لیاول سفلی به زبان تاتی صحبت می‌کنند.